# Enes Ljevaković
Enes ef. Ljevaković  (Trepče pokraj Tešnja, 1959.), bošnjački je teolog, trenutačni fetva-emin, 10. po redu naibu-reis i bivši muftija Mešihata Islamske zajednice Bošnjaka u Zapadnoj Europi.

## Životopis
Enes Ljevaković je rođen 1959. u mjestu Trepče pokraj Tešnja. Završio je osnovnu školu u Tešnju. Gazi Husrev-begovu medresu u Sarajevu je završio 1979. godine. Nakon završene medrese radio je kao imam, hatib i muallim u Mrkotiću kod Tešnja tijekom 1980. godine. Fakultetsko obrazovanje je stekao na Fakultetu šerijatskog prava u Rijadu. Na istom Fakultetu (Odsjek za fikh i usuli fikh) obranio je magistarski rad u oblasti fikha. Doktorsku disertaciju pod naslovom: Analogija (qijas) u teorijskopravnim djelima Mustafe Ejubovića – Šejh Juje obranio je na Fakultetu islamskih znanosti u Sarajevu svibnja 2002. godine.
Izabran je u zvanje izvanrednog profesora na Katedri za fikh u svibnju 2007. godine. Obavljao je dužnost prodekana za financije na Fakulteta islamskih znanosti u Sarajevu od 2003. do 2007. godina. Član je Ustavnog suda Islamske zajednice u Bosni i Hercegovini od 2004. u dva mandata. Šef je Katedre za fikh na Fakultetu islamskog prava od 2004. do 2014. godine. Obavlja dužnost fetva-emina Vijeća za fetve Rijaseta Islamske zajednice u Bosni i Hercegovini od 2005. godine. Član je Kolegija za postdiplomski studij na Fakultetu islamskih znanosti. Voditelj je kursa Šerijat u suvremenim društvima na postdiplomskom studiju Fakulteta islamskih znanosti u Sarajevu. Na Fakultetu predaje predmete Povijest šerijatskog prava, Usul-i fikh, Šerijatsko građansko i kazneno pravo, Uvod u šerijatsko pravo i Suvremene fikhske teme. Predaje predmet: Islamsko poslovno pravo na master studiju na smjeru Islamsko bankarstvo na Ekonomskom fakultetu Sveučilišta u Sarajevu.
Travnja 2014. godine Sabor Islamske zajednice u Bosni i Hercegovini imenovao ga je za muftiju sarajevskog. Murasela mu je uručena 16. svibnja 2014. godine u Carevoj džamiji u Sarajevu. Dužnost muftije sarajevskog je obavljao do 2021. godine. Prosinca 2019. godine imenovan je za naibu-reisa. Smjenom zapadnoeuropskog muftije, uporedo je imenovan i na tu funkciju, koju je obavljao od 2020. do 2025. godine.

## Vanjske povezice
- Enes Ljevaković